# Modruš-Rijeka
Modruš-Rijeka (Kroatisch:  Modruško-riječka županija, Hongaars: Modrus-Fiume vármegye,  Duits: Komitat Modruš-Rijeka) was een historisch comitaat in het westen van het koninkrijk Kroatië en Slavonië (Hongaars: Horvát-Szlavónország), maakte deel uit van Transleithanië en de Landen van de Heilige Hongaarse Stefanskroon. Tegenwoordig is het grondgebied verdeeld over de Kroatische provincies: Primorje-Gorski Kotar en Karlovac. Het gebied maakte eerder gedeeltelijk deel uit van de Militaire Grens.
Het comitaat bestond vanaf de hoge middeleeuwen tot het Verdrag van Trianon in 1920. De hoofdstad van het comitaat was Ogulin en niet Fiume, omdat dit een soort status aparte had, binnen Transleithanië. Fiume met gebied was een soort Boedapest aan Zee, gelegen aan de Adriatische Zee en de grootste havenstad van het koninkrijk Hongarije.  Het was een concurrent voor het Cisleithanische Triëst in het Oostenrijkse kroonland Küstenland, waar voor diens hoofdstad Vrije rijksstad Triëst ook ongeveer zoiets bestond.
De naam Modruš, waarnaar een deel van het comitaatsnaam verwijst, slaat op een kleine stad, waar eerder een Rooms-Katholieke kathedraal  gelegen was, die later werd verplaatst naar Novi Vinodolski. In Modruš was ook het historisch Kasteel Tržan / Terzsán, dat nu een ruïne is gelegen.

## Ligging

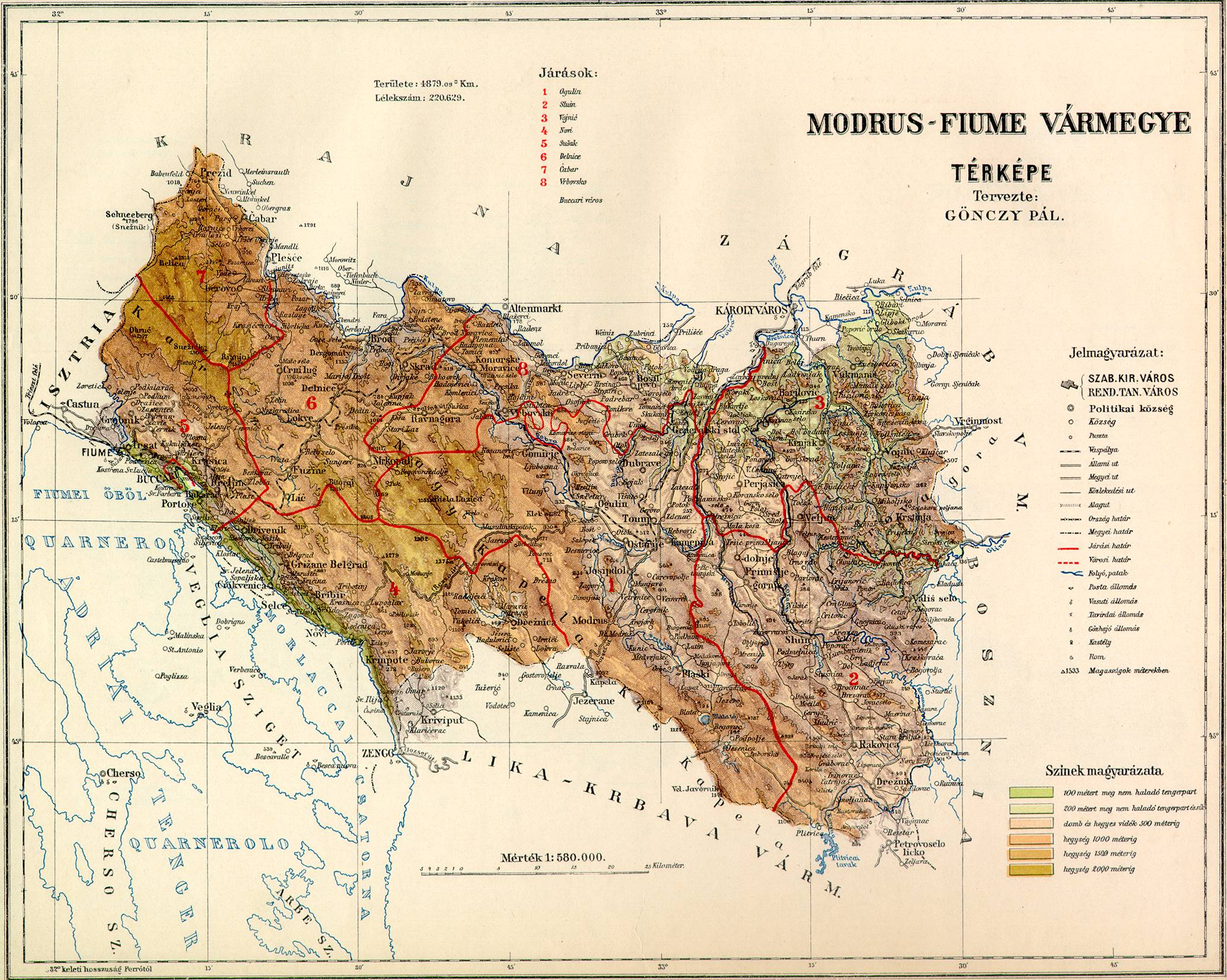
Kaart van het comitaat Modruš-Rijeka / Modrus-Fiume in 1890

Het comitaat grensde enerzijds aan de Kroatische comitaten Zágráb en Lika-Krbava, waar tussen Modrus-Fiume de verbindende geografische schakel was. 
Anderzijds aan de Oostenrijkse kroonlanden Küstenland en het Hertogdom Krain.
De zuidoostgrens vormde de Korana en de verder naar het noorden gelegen Glina, die die functie overnam en gelijk de landsgrens vormde met het Ottomaanse Bosnië. Tussen 1878 en 1918 grensde het aan het enige gebied van Oostenrijk-Hongarije, dat na de Bosnische crisis in 1908, een condominium vormde en daarvoor als Oostenrijks-Hongaars bestuur van Bosnië en Herzegovina, na het Congres van Berlijn, een militaire bezetting was van het Oostenrijks-Hongaars leger. In 1910 kreeg dat dezelfde rechten als de andere kroonlanden.
Het comitaat had voor het grootste deel een heuvelachtig en bergachtig landschap, waarin ook hoofdstad Ogulin  gelegen was. Verder was het deels gelegen aan de Adriatische Zee, zoals als te zien is in het comitaatswapen, waarop onder andere een historisch schip te zien is in zee, naast nabijgelegen bergen. De Kupa die deels de grens vormt met Cisleithanië, de Dobra, Slunjčica met meerdere kleinere rivieren doorstroomden het gebied. Tevens waren er rond de kust veel karstgebieden te vinden. Onder andere de middelgebergten Gorski kotar  en  Petrova Gora maakten deel uit van het comitaat, werd het Likagebergte en het bergmassief Grote Kapela gedeeld met het buurcomitaat Lika-Krbata en was het deels gelegen in de Kvarnerbocht.

## Districten
| Stoeldistrict  | Hoofdplaats                        |
| -------------- | ---------------------------------- |
| Čabar          | Čabar                              |
| Crikvenica     | Crikvenica / Cirkvenica / Cirknenz |
| Delnice        | Delnice                            |
| Ogulin         | Ogulin / Jaska                     |
| Sušak / Sussak | Bakar / Szádrév / Buccari          |
| Slunj          | Slunj / Szluin                     |
| Vojnić         | Vojnić                             |
| Vrbovsko       | Vrbovsko                           |